# LIBOR
LIBOR (съкращение от London Interbank Offered Rate) е усреднен лихвен процент, отразяващ лихвите, по които банките предлагат негарантирани заеми на лондонския междубанков пазар. Той се използва като референтен курс за определяне лихвата при различни банкови операции.

## Приложение
LIBOR се използва често като референтен курс при различни финансови инструменти.
- форуърдни сделки (forward rate agreement)
- краткосрочни лихвени фючърси
- лихвени замени (interest rate swap)
- бонове с плаващи лихви
- синидикирани заеми
- ипотеки с променливи лихви
- валутни сделки, особено с американски долари (виж също евродолари)

LIBOR служи за основа на някои от най-ликвидните и активни пазари на лихвени проценти.
За сделки с Евро обичайният референтен лихвен процент е EURIBOR (ЮРИБОР) който се изчислява от Европейската банкова федерация на основата на лихвените проценти на по-голяма група от банки. Съществува също и Евро ЛИБОР, но той се използва само за сделки с лихвени замени сключени преди създаването на Европейския паричен съюз.

## Технически характеристики
LIBOR се публикува ежедневно от Британската Банкова Асоциация малко след 11:00 часа Лондонско време. LIBOR представлява усреднена стойност от лихвите по влогове с продължителност от един ден до една година предлагани от определени банки-участници. По-краткосрочните лихвени проценти, до 6 месеца, са обикновено надеждни и отразяват точно пазарните условия по време на изчисление на LIBOR. В действителност лихвените проценти по които банките сключват сделки по между си се променят през целия ден.
LIBOR е важен референтен лихвен процент не само за Британската лира, но и за други валути като например Американския долар, Евро, Японската йена, Швейцарския франк, Канадския долар, Австралийския долар, Шведската крона, Датската крона и Новозеландския долар.
Точната дефиниция на LIBOR може да се открие на интернет-страницата на Британската Банкова Асоциация Архив на оригинала от 2007-12-22 в Wayback Machine..
Шестмесечният LIBOR се използва като индекс за някои видове ипотеки в САЩ. Във Великобритания, от своя страна, тримесечният LIBOR се използва за ипотеки на заемополучатели нямащи добра кредтна история.

## Производни, основани на LIBOR

### Сделки с евродолари
Сделките с евродолари на Чикагската Търговска Борса са на основата на тримесечен доларов LIBOR. Това са най-търгуваните краткосрочни лихвени фючърси чийто падеж достига до 10 години. По-малки падежи се търгуват на Сингапурската Борса по Азиатско време.

### Лихвени замени
На междубанковия пазар се търгуват лихвени замени с падеж до 50 години основани на краткосрочен LIBOR. „Петгодишен LIBOR“ в този контекст обикновено означава петгодишна лихвена замяна при три- или шестмесечен LIBOR. Когато става дума за бон, „LIBOR + х базови точки“ означава че паричният поток от този бон трябва да се дисконтира с кривата на доходност на лихвена замяна с нулев купон отместена с х базови точки така че да се приравни с настоящата цена на бона. Обичайният брой дни за LIBOR при лихвените замени е Действителен/360.